# Sisqo Ndombe Akisieful
 (juin 2023).
 (juillet 2024).
Si vous disposez d'ouvrages ou d'articles de référence ou si vous connaissez des sites web de qualité traitant du thème abordé ici, merci de compléter l'article en donnant les références utiles à sa vérifiabilité et en les liant à la section « Notes et références ».
Sisqo Ndombe Akisieful,, ou simplement Sisqo Ndombe, né le 8 septembre 1985 à Kikwit, est un artiste peintre Kinois promoteur de la galerie Bandombe, une plateforme d’e-commerce d'objets d'arts, pour laquelle il reçoit la récompense du Prix Orange de l’Entrepreneur Africain.

## Parcours
Sisqo Ndombe fait ses études primaires, secondaires et universitaires à Kinshasa avec un diplôme en Arts plastiques de l’Académie des beaux-arts de Kinshasa. C’est en 2018 qu'il inaugure du grand public la galerie Bandombe des tableaux de peinture en République démocratique du Congo mais soit 6 ans après le lancement officiel que sa galerie vend sa première œuvre et remporte le Prix Orange de l’Entrepreneur social Afrique en 2021 et au cours de cette même année, Sisqo expose pour une première fois à la galerie américaine TAAG Gallery en ligne sur artsy.net,,,,,.